# Historischer Autor
Der historische Autor, auch der reale Autor, bezeichnet terminologisch in der Literaturwissenschaft und Literaturtheorie den geistigen Urheber von Texten jeglicher Art. Als reales bzw. empirisches Individuum und Verfasser eines Werkes unterscheidet sich der historische Autor, der konzeptuell auf der extratextuellen Ebene des Kommunikationsmodells literarischer Texte angesiedelt ist, sowohl von den fiktiven Sprechern bzw. Figuren in literarischen Vertextungen wie auch von dem Erzähler bzw. dem lyrischen Ich.
In dieser Hinsicht ist der Begriff des realen historischen Autors ebenfalls abzugrenzen von dem Konstrukt des werkinternen impliziten Autors.
Autorenbegriffe und Modelle von Autorschaft unterliegen dabei dem historischen Wandel; spätestens seit den 1960er Jahren ist der Begriff des Autors zu einem der umstrittensten Konzepte der Literaturwissenschaft geworden.
Mit dem Begriff des historischen Autors wurde ursprünglich nicht nur das (gleichermaßen juristische) Konzept der geistigen Urheberschaft verbunden (vgl. lateinisch auctor in der Teilbedeutung: „Urheber“, „Verfasser“), sondern ebenso das philologische Konzept des Werkes, dessen Einheit sich im Rückgriff auf den Autor konstituieren lässt (vgl. lateinisch auctoritas: „Glaubwürdigkeit“, „Vorbild“).
Bis zur Neuzeit bestimmte diese Doppelbedeutung des „Schöpferischen“ und des „Normgebenden“ den Gebrauch des Begriffes des realen historischen Autors. Der historische Autor fungierte vor allem mit der sozioökonomischen Herausbildung des „freien Schriftstellers“ und der gleichzeitigen Durchsetzung der Originalitätsästhetik sowie der Etablierung des Urheberrechtes und der damit einhergehenden konsequenten Autonomisierung des literarischen Autors nicht nur als Garant für die Einheit und Individualität des Werks, sondern auch für dessen Sinngebung.
In der Mitte des 20. Jahrhunderts lehnen bestimmte werkimmantente Methoden in der Nachfolge des new criticism den Rekurs auf die Intentionen des historischen Autors als methodischen Fehlschluss (intentional fallacy) ab; bis heute gilt ein solcher Rückgriff auf die Autorenintention in der literaturwissenschaftlichen Interpretationspraxis als naiv.
Ende der 1960er Jahre prägte das aufgrund gänzlich anderer Vorannahmen von R. Barthes eingeführte und von poststrukturalistischen Autoren wie J. Kristeva verbreitete Schlagwort vom „Tod des Autors“ die literaturwissenschaftliche und literaturtheoretische Diskussion. In der Nachfolge von Kristevas Verabschiedung des Autorenkonzeptes zugunsten einer allgemeinen Intertextualität setzte sich zugleich M. Foucaults Forderung nach der historische Relativierung des realen Autors als einer auf die Moderne begrenzten diskursiven Funktion durch.
Außer in der „Empirischen Theorie der Literatur“, die den Bereich der Literaturproduktion als Handlungsrolle untersuchte, spielte das Konzept des realen historischen Autors in der Folge lange Zeit nur eine nebensächliche bzw. untergeordnete Rolle, bis es in den späten 1970er Jahren durch verschiedene neuere Entwicklungen, wie beispielsweise die feministische Literaturtheorie, die postkoloniale Literaturtheorie oder die Diskussionen um eine Kanonbildung, erneut aufgewertet wurde. Dabei wurde zugleich deutlich, dass das Konzept des historischen Autors in verschiedenen Bereichen der literaturwissenschaftlichen Praxis durchaus von zentraler Bedeutung ist.
So verweist der Begriff des historischen Autors nicht nur auf das empirische „Rechtssubjekt“ im Sinne des Urheberrechtes, sondern fungiert auch als Ordnungsprinzip in der Literaturgeschichte sowie als (zwar kontroverse, aber dennoch relevante) Kategorie der Interpretation und erfüllt darüber hinaus eine Reihe weiterer wichtiger Funktionen.
Erst mit der Wiederaufnahme der Diskussion um das Konzept Autorenschaft wurde in den 1990er Jahren diese Diskrepanz zwischen der reduktionistischen literaturtheoretischen Reflexion und der tatsächlichen literaturwissenschaftlichen Praxis aufgedeckt.
Im Verlauf dieser Debatte wurden insbesondere die historischen Modelle und theoretischen Konzepte von Autorenschaft sowie die unterschiedlichen Autorenfunktionen erstmals historisch rekonstruiert und systematisch untersucht (vgl. z. B. die Beiträge in Jannidis et al. 1999 und 2000).